# 兀慎阿害兔台吉
兀慎阿害兔台吉（?—?），又作兀慎阿不害、台吉巴图尔，孛儿只斤氏。16世纪蒙古右翼乌审部（兀慎部）领主，达延汗第三子巴尔斯博罗特之孙，兀慎打儿罕剌布台吉的独子。
其父去世后，阿害兔继位，领兀慎部，驻牧在大同塞北的克儿一带，距明朝边塞一百七十余里。与明朝互市于大同守口堡，即阳和后口。阿害兔去世后，其子兀慎打儿汉台吉继位，领兀慎部。